# كارلوس هرنانديز (سياسي)
كارلوس هرنانديز (بالإنجليزية: Carlos Hernandez)‏ هو سياسي أمريكي، ولد في 8 مارس 1961 في كاماغواي في كوبا. حزبياً، نشط في الحزب الجمهوري.